# Эстефани, Эдерсон
Эдерсон Алвис Эстефани (порт.-браз. Hederson Alves Estefani; род. 11 сентября 1991, Куритиба) — бразильский легкоатлет, специалист по барьерному бегу и спринту. Выступает за сборную Бразилии по лёгкой атлетике с 2008 года, обладатель бронзовой медали Южноамериканских игр, чемпион Южной Америки, призёр иберо-американских чемпионатов, многократный победитель первенств национального значения, участник летних Олимпийских игр в Рио-де-Жанейро.

## Биография
Эдерсон Эстефани родился 11 сентября 1991 года в городе Куритиба, штат Парана.
Первого серьёзного успеха на международном уровне добился в сезоне 2008 года, года вошёл в состав бразильской сборной и выступил на юношеском южноамериканском первенстве в Лиме, где одержал победу в беге на 400 метров с барьерами и в смешанной эстафете.
В 2009 году на юниорском южноамериканском первенстве в Сан-Паулу был лучшим в дисциплине 400 метров, барьерном беге на 400 метров, эстафете 4 × 400 метров. На юниорском панамериканском первенстве в Порт-оф-Спейн занял четвёртое место в 400-метровом барьерном беге.
В 2010 году на молодёжном южноамериканском первенстве, прошедшем в рамках Южноамериканских игр в Медельине, получил серебро в беге на 400 метров и в эстафете 4 × 400 метров, тогда как в барьерах стал четвёртым. На иберо-американском чемпионате в Сан-Фернандо так же выиграл серебряную медаль в эстафете 4 × 400 метров. Бежал 400 метров с барьерами на юниорском мировом первенстве в Монктоне.
На чемпионате Южной Америки 2011 года в Буэнос-Айресе вместе с соотечественниками выиграл эстафету 4 × 400 метров.
В 2012 году на иберо-американском чемпионате в Баркисимето был третьим в беге на 400 метров с барьерами и четвёртым в эстафете 4 × 400 метров.
На чемпионате Южной Америки 2013 года в Картахене взял бронзу в эстафете 4 × 400 метров.
В 2014 году на домашнем иберо-американском чемпионате в Сан-Паулу стал серебряным призёром в эстафете 4 × 400 метров.
В 2015 году в эстафете 4 × 400 метров занял пятое место на впервые проводившемся чемпионате мира по легкоатлетическим эстафетам в Нассау. На чемпионате Южной Америки в Лиме завоевал серебряные награды в дисциплине 400 метров и в барьерном беге на 400 метров. Принимал участие в Панамериканских играх в Торонто и в чемпионате мира в Пекине. На Всемирных военных играх в Мунгёне показал седьмой результат в беге на 400 метров с барьерами и восьмой результат в эстафете 4 × 400 метров.
Выполнив олимпийский квалификационный норматив (45,40), благополучно прошёл отбор на летние Олимпийские игры в Рио-де-Жанейро — на предварительном квалификационном этапе 400 метров показал время 46,68, чего оказалось недостаточно для выхода в полуфинальную стадию.
В 2017 году бежал 400 метров с барьерами на чемпионате мира в Лондоне.
В 2018 году на Южноамериканских играх в Кочабамбе занял четвёртое место в дисциплине 400 метров.
В 2022 году в барьерном беге на 400 метров выиграл бронзовую медаль на Южноамериканских играх в Асунсьоне.